# Список українських антологій XXI століття
Список українських антологій — перелік найважливіших україномовних літературних антологій виданих з 2001 року українською та у перекладі, а також антологій різномовних письменників України, які містять переважно авторські поетичні, прозові або драматичні твори, а не переклади. Список антологій складений за роком видання. Список іншомовних антології — за мовою, а потім за роком видання.
До списку не включені збірки народних творів, антології популярної літератури, шкільні хрестоматії, альманахи.

## 2000-ні

### 2001
| Назва                                                                                              | Упорядник                       | Авторів  | Сторінок  | Рік видання | Видавництво                                                                                      | ISBN |
| -------------------------------------------------------------------------------------------------- | ------------------------------- | -------- | --------- | ----------- | ------------------------------------------------------------------------------------------------ | ---- |
| Антологія альтернативної української поезії. Зміни епох: Друга половина 80- х — початок 90-х років | Позаяк Ю.                       |          | 184       | 2001        | Харків: Майдан                                                                                   |      |
| Антологія української поезії другої половини XX сторіччя                                           | Ковалів Ю.                      |          | 430       | 2001        | Київ: Гранослов                                                                                  |      |
| Двомовна антологія молодої української поезії: Протизначення                                       | Бондар А., Доній Т.             |          | 104       | 2001        | Львів: Асоціація українських письменників                                                        |      |
| Від Карпат до Опілля: твори письменників Івано-Франківщини                                         | Андрусяк М.                     |          | 481       | 2001        | Коломия: Вік                                                                                     |      |
| Серпень (55 українських поетів)                                                                    | Чілачава Р. Ш.                  | 55       | 558       | 2001        | Головна спеціалізована редакція літератури мовами національних меншин України                    |      |
| Незгасна зоря України: Поетична антологія                                                          | Рисак О. О.                     |          | 69        | 2001        | Луцьк: Надстир'я                                                                                 |      |
| Відлуння Бабиного Яру: поетична антологія                                                          | Каплан Ю.                       |          | 158       | 2001        | Київ: ЮГ                                                                                         |      |
| Небо України: поетична тритомна антологія                                                          | Коломієць В. Р.                 | 49, ?, ? | 480, ?, ? | 2001        | Київ: Український письменник                                                                     |      |
| Листок з вирію: поезія української діаспори, кн. 1, 2                                              | Кирпа Г. М., Чередниченко Д. С. |          | 444, 543  | 2001, 2002  | Київ: Головна спеціалізована редакція літератури мовами національних меншин України              |      |
| Перевесло: антологія: [у двох томах]                                                               | Лазарук В. А.                   |          |           | 2001        | Луцьк: Редакційно-видавничий відділ «Вежа» Волинського державного університету ім. Лесі Українки |      |

### 2002
| Назва                                                                      | Упорядник        | Авторів | Сторінок | Рік видання | Видавництво | ISBN |
| -------------------------------------------------------------------------- | ---------------- | ------- | -------- | ----------- | --- | ---- |
| Закарпатське оповідання XX століття                                        | Ходанич П.       |         | 526      | 2002        | Ужгород: Вид-во Закарпаття                                                                                               |      |
| Наша драма. Збірник п'єс                                                   |                  |         |          | 2002        | Київ: Національний академічний драматичний театр ім. Івана Франка, Державний театр театральних мистецтв ім. Леся Курбаса |      |
| Стоголосся: поетична антологія Вінниччини XX століття                      | Подолинний А. М. |         | 431      | 2002        | Вінниця: Континент-ПРИМ                                                                                                  |      |
| Станція Чернігів: антологія сучасної української поезії                    | Гордон О.        |         | 64       | 2002        | Чернігів: Сполом |      |
| Знак нескінченності                                                        | Фінкельштейн Л.  | 8       | 226      | 2002        | Київ: Факт |      |
| Приватна колекція: вибрана українська проза та есеїстика кінця XX століття | Ґабор В.         |         | 625      | 2002        | Львів: ЛА «Піраміда» |      |
| Сорок українських поетес: Антологія                                        | Міщенко Л. І.    | 40      | 436      | 2002        | Львів: Видавничий центр ЛНУ ім. Івана Франка                                                                             |      |
| Барокова поезія Слобожанищини: антологія                                   | Ушкалов Л. В.    |         | 520      | 2002        | Харків: Акта |      |
| Українська дитяча література: Антологія                                    | Козачок Л. П.    |         | 518      | 2002        | Київ: Вища школа |      |
| Ніжність: антологія сучасної жіночої лірики Закарпаття                     | Ліхтей Т.        |         | 117      | 2002        | Ужгород: Мистецька лінія                                                                                                 |      |

### 2003
| Назва | Упорядник                      | Авторів | Сторінок | Рік видання | Видавництво                                      | ISBN |
| --- | ------------------------------ | ------- | -------- | ----------- | ------------------------------------------------ | ---- |
| MASKUL'T |                                | 3       | 120      | 2003        | Київ: Критика                                    |      |
| Привітання життя 2000—2002 : збірник поезій учасників конкурсів на здобуття Літературної премії ім. Богдана-Ігоря Антонича за 2000—2002 роки |                                |         | 287      | 2003        | Львів: Каменяр                                   |      |
| До тебе, світе… Українська література Берестейщини: проза, поезія, публіцистика                                                              | Цвид А. П.                     |         | 544      | 2003        | Київ: Український Центр духовної культури        |      |
| Сто поетів Вінниччини за сто років. Антологія XX століття                                                                                    | Подолинний А. М., Гнатюк Н. Ю. | 100     | 424      | 2003        | Київ: Преса України                              |      |
| Антологія сучасної новелістики та лірики України                                                                                             | Апальков О.                    |         | 181      | 2003        | Канів: Склянка часу                              |      |
| Сьоме око: антологія поезії та прози вихованців Сковородинського університету                                                                | Ушкалов О. Л.                  |         | 329      | 2003        | Харків: Майдан                                   |      |
| Дзвони з темниці: Мала антологія поезії політв'язнів                                                                                         | Гермаківський І. М.            |         |          | 2003        | Тернопіль: Лілея                                 |      |
| Нерви ланцюга: 25 есеїв про свободу | Васильєв С.                    | 25      | 196      | 2003        | Львів: Лексикон                                  |      |
| Поети Нью-Йоркської групи. Антологія | Астаф'єв О., Дністровий А.     | 12      | 287      | 2003        | Харків: Ранок: Веста                             |      |
| У пошуку театру: антологія молодої драматургії                                                                                               | Мірошниченко Н.                |         | 545      | 2003        | Київ: Смолоскип                                  |      |
| Уроки рідного слова: Письменники Волині — дітям                                                                                              | Хомич М.                       | 26      | 242      | 2003        | Луцьк: Видавництво «Волинська обласна друкарня»  |      |
| Книга про матір: українські поети XIX—XXI століть: антологія. Українські поети XIX—XXI століть: матерям України присвячується                | Чуйко В. Л.                    |         | 319      | 2003        | Київ: Криниця                                    |      |
| Що записано в книгу життя: антологія оповідання                                                                                              | Тучинська Н. І.                |         | 206      | 2003        | Київ: Молодь                                     |      |
| Закарпатська поезія XX століття: Антологія                                                                                                   | Густі В.                       | 72      | 504      | 2003        | Ужгород: ВАТ "Видавництво «Закарпаття»           |      |
| Під небом Полісся: поетична антологія сьогоднішньої Чернігівщини                                                                             | Реп'ях С. П., Дзюба С. В.      |         | 255      | 2003        | Чернігів: КП "Видавництво «Чернігівські обереги» |      |

### 2004
| Назва                                                                                                  | Упорядник | Авторів  | Сторінок    | Рік видання | Видавництво                             | ISBN |
| --- | --- | -------- | ----------- | ----------- | --------------------------------------- | ---- |
| Марсове поле: героїчна поезія в Україні Х - початок ХІХ століть                                        | Шевчук В. О.                                                                                                  |          | 512         | 2004        | Київ: Молодь                            |      |
| Чорт зна що                                                                                            | Винничук Ю. П.                                                                                                |          | 792         | 2004        | Львів: ЛА «Піраміда»                    |      |
| Святі почуття, закладені в молитву: антологія української літературної молитви                         | Антофійчук В. І.                                                                                              |          | 398         | 2004        | Бухарест: Мустанг                       |      |
| Чернігівський шлях: антологія прози сьогоднішньої Чернігівщини                                         | Реп'ях С. П., Дзюба С. В.                                                                                     |          | 304         | 2004        | Чернігів: Чернігівські обереги          |      |
| Радосинь: антологія                                                                                    | Чередниченко Д. С.                                                                                            |          | 550         | 2004        | Київ: Задруга                           |      |
| Четверо за столом: антологія чотирьох приятелів / Олег Говда, Василь Ґабор, Олег Лишега, Василь Портяк | | 4        | 176         | 2004        | Львів: ЛА «Піраміда»                    |      |
| Літературна Львівщина                                                                                  | Ґурґула І., Нахлік Є.                                                                                         | 28       | 368         | 2004        | Львів: Камула                           |      |
| Антологія української морської поезії                                                                  | Глущак А. |          | 239         | 2004        | Одеса: Маяк                             |      |
| Закарпатська література для дітей. XX століття: Антологія.                                             | Малик Г. М.                                                                                                   | 37       | 592         | 2004        | Ужгород: ВАТ «Видавництво „Закарпаття“» |      |
| Дивосвіт «Веселки»: антологія літератури для дітей та юнацтва: В 3 т.                                  | Чайковський Б., Бойко І., Горейло С., Козлова С., Лисенко О., Островська Л., Петік Л., Рогач Г., Яремійчук О. | ?,?, 165 | ?, 704, 704 | 2004, 2005  | Київ: Веселка                           |      |
| Харків Forever: Антологія молодої поезії                                                               | Ушкалов О. Л.                                                                                                 |          | 98          | 2004        | Харків: П. П. Якубенко                  |      |
| Антологія української драматургії                                                                      | Кузьменко В.                                                                                                  |          | 400, 432    | 2004, 2006  | Київ: Мистецтво                         |      |
| Муза роксоланська. Українська література XVI—XVIII ст. (в 2 томах)                                     | Шевчук В. |          |             | 2004, 2005  | Київ                                    |      |
| Страйк ілюзій                                                                                          | Мірошниченко Н.                                                                                               | 10       | 370         | 2004        | Київ: Основи                            |      |
| Одеське літературне віче. Том 1, Антологія поезії, том 2, Антологія прози                              | Рутківський В. Г. (том 1), Горст Г. М.                                                                        |          | 592, 605    | 2004, 2006  | Одеса: Астропринт                       |      |

### 2005
| Назва                                                                                        | Упорядник           | Авторів | Сторінок | Рік видання | Видавництво                      | ISBN |
| -------------------------------------------------------------------------------------------- | ------------------- | ------- | -------- | ----------- | -------------------------------- | ---- |
| Перепустка в безсмертя: Антологія гумору Черкащини                                           | Горбівненко А. Т.   |         | 437      | 2005        | Черкаси: Брама-Україна           |      |
| Збручанське літо: Антологія поезії Підволочищини                                             | Юзва Ж. А.          |         | 143      | 2005        | Тернопіль: Підруч. і посіб       |      |
| Антологія українського самвидаву 2000—2004                                                   | Ворошило О., Муж В. |         |          | 2005        | Київ: Буква і цифра              |      |
| Світло на чужих стежках. Антологія творчості заробітчан вип. 1                               | Пилипів Б.          |         | 266      | 2005        | Рим                              |      |
| Українське Диво: Поетична антологія                                                          | Коломієць В. Р.     |         | 534      | 2005        | Київ: Український письменник     |      |
| Українська література сьогодні: Есеїстика                                                    | Медвідь В.          |         | 236      | 2005        | Київ: Неопалима купина           |      |
| Півстоліття напівтиші                                                                        | Ревакович М.        | 12      | 376      | 2005        | Київ: Факт                       |      |
| Голос Майдану                                                                                | Сулим Б.            |         |          | 2005        | Львів: Поллі                     |      |
| Поезографія: сучасна зорова поезія українською мовою: антологія                              | Назаренко Т.        |         | 204      | 2005        | Київ: Родовід                    |      |
| Ми і вона: Антологія одинадцяти поеток                                                       |                     | 11      | 128      | 2005        | Львів: Видавництво Старого Лева  |      |
| Шевченкіана степова: антологія                                                               | Бондар В.           |         | 223      | 2005        | Кіровоград: Мавік                |      |
| Антологія творчості заробітчан                                                               | Пилипів Б.          |         |          | 2005        | Рим                              |      |
| Незнайома. Антологія української «жіночої» прози та есеїстики другої пол.. ХХ — поч. XXI ст. | Ґабор В.            | 30      | 600      | 2005        | Львів: ЛА «Піраміда»             |      |
| Антологія прози Придніпров'я                                                                 | Савченко В.         |         |          | 2005        | Д.: Моноліт                      |      |
| Літературна Рівненщина. Антологія                                                            | Євтушок О.          |         |          | 2005        | Рівне: ВАТ «Рівненська друкарня» |      |
| «Потойбічне». Українська ґотична проза XX ст.                                                | Винничук Ю. П.      | 28      | 464      | 2005        | Львів: Піраміда                  |      |

### 2006
| Назва | Упорядник                               | Авторів                                 | Сторінок | Рік видання | Видавництво                       | ISBN |
| --- | --------------------------------------- | --------------------------------------- | -------- | ----------- | --------------------------------- | ---- |
| Український декламатор: збірка віршів для української молоді                                                                                         | Зінкевич Н., О. Зінкевич О. С.          |                                         | 400      | 2006        | Київ: Смолоскип                   |      |
| На левадах шовкових: поезія сільських обріїв | Шевченко М.                             |                                         | 447      | 2006        | Київ: Томіріс-Н                   |      |
| Огняний змій: Українська готична проза XIX ст. | Винничук Ю. П.                          |                                         | 520      | 2006        | Львів: ЛА «Піраміда»              |      |
| Поетичне сузір'я Франкового краю: антологія | Гриник М.                               |                                         | 182      | 2006        | Дрогобич: Відродження             |      |
| Під синіми бескидами: антологія поезії та малої прози українських письменників Словаччини                                                            | Федака Д.                               |                                         | 559      | 2006        | Ужгород: Закарпаття               |      |
| Зв'язкорозрив. Антологія сучасної української і білоруської поезії                                                                                   | Матіяш Д., Сливинський О., Хадановіч А. | 12 українських та 12 білоруських поетів | 554      | 2006        | Київ: Критика                     |      |
| Дванадцятка. Наймолодша львівська літературна богема 30-х років XX століття: антологія урбаністичної прози                                           | Ґабор В.                                | 8                                       | 343      | 2006        | Львів: Піраміда                   |      |
| 100 молодих поетів України: антологія: переможці Всеукраїнського інтернет-конкурсу                                                                   |                                         |                                         | 183      | 2006        | Київ: Автограф                    |      |
| Плоскирів — Проскурів — Хмельницький: Хмельницька поетична антологія                                                                                 | Дмитрик В.                              |                                         | 59       | 2006        | Хмельницький: Цюпак               |      |
| Слобожанська яса: антологія громадянської лірики кінця XVII — початку XXI століть                                                                    | Бойко В. С.                             |                                         | 1008     | 2006        | Харків: Майдан                    |      |
| Понад час і простір: антологія сучасної української і німецької поезії = Über Zeit und Raum: Anthologie der modern ukrainischen und deutschen Poesie | Шмідт Н.                                |                                         | 242      | 2006        | Харків: Майдан                    |      |
| Вісім. Жіноча мережева проза |                                         |                                         |          | 2006        | Київ: Буква і Цифра               |      |
| 25 поетів української діаспори | Слабошпицький М.                        | 25                                      | 728      | 2006        | Київ: Видавництво «Ярославів Вал» |      |

### 2007
| Назва                                                                                                 | Упорядник                                    | Авторів | Сторінок | Рік видання | Видавництво                                   | ISBN |
| --- | -------------------------------------------- | ------- | -------- | ----------- | --------------------------------------------- | ---- |
| Антологія Бойківського краю                                                                           | Рудавська-Вовк Л.                            |         | 708      | 2007        | Дрогобич : Коло                               |      |
| Джинсове покоління: пострадянська література Закарпаття                                               | Рошко М. М.                                  |         |          | 2007        | Мукачево: Карпатська вежа                     |      |
| Дві тонни найкращої молодої поезії                                                                    | Горобчук Б.-О., Романенко О.                 |         | 304      | 2007        | Київ: Видавництво Романенка «Маузер»          |      |
| Рідна мово, ти ніжний цвіт: антологія поетичних творів про українську мову                            | Федоренко В. Л.                              |         |          | 2007        | Київ: Грамота                                 |      |
| Письменники Франкового краю                                                                           | Якубовська М. С.                             |         | 125      | 2007        | Львів: Астролябія                             |      |
| Нічний привид: українська ґотична проза XIX ст.                                                       | Винничук Ю.                                  |         | 406      | 2007        | Львів: Піраміда                               |      |
| …Ота стежина в нашім краю: Антологія поетів Київщини: Присвячена 75-річчю утворення Київської області | Гай А. І.                                    |         | 719      | 2007        | Біла Церква: КОТО «Культура»: Буква           |      |
| Миколаївський оберіг: поетична антологія                                                              | Бойченко В. П., Качурин В. Т., Кремінь Д. Д. |         | 428      | 2007        | Миколаїв: Можливості Кіммерії                 |      |
| 100 тисяч слів про любов, включаючи вигуки                                                            | Васильєв С., Коваль О.                       | 25      | 251      | 2007        | Харків: Фоліо                                 |      |
| Тринадцятьнатринадцять: поетична антологія                                                            | Струцюк Й. Г.                                |         | 171      | 2007        | Луцьк: Твердиня                               |      |
| Українська мала проза XX століття: антологія                                                          | Агеєва В.                                    |         | 1509     | 2007        | Київ: Факт                                    |      |
| Воскресіння мертвих: українська барокова драма: антологія                                             | Шевчук В. О.                                 |         | 638      | 2007        | Київ: Грамота                                 |      |
| Літературне Тернопілля 1984—2007: антологія                                                           |                                              |         | 655      | 2007        | Тернопіль: Терно-граф                         |      |
| Текст: Звук. Шведська та українська поезія наживо                                                     |                                              |         |          | 2007        | SWІЖЕ: Шведсько-український культурний проект |      |
| Авторська колонка: Збірка есеїв                                                                       |                                              | 4       | 208      | 2007        | Київ: Нора-Друк                               |      |
| Донеччино моя! Антологія творів майстрів художнього слова Донбасу                                     | Жуковський С. В., Логачов В. С.              | 68      | 464      | 2007        | Донецьк: ПП «ЦСО»                             |      |
| Дивоовид: Антологія української поезії XX століття                                                    | Лучук І.                                     | 111     | 784      | 2007        | Тернопіль: Навчальна книга-Богдан             |      |

### 2008
| Назва                                                                                    | Упорядник                         | Авторів | Сторінок               | Рік видання | Видавництво                         | ISBN |
| ---------------------------------------------------------------------------------------- | --------------------------------- | ------- | ---------------------- | ----------- | ----------------------------------- | ---- |
| Джинсове покоління-2                                                                     |                                   |         |                        | 2008        | Мукачево: Карпатська вежа           |      |
| Антологія драматургічних творів з української літератури                                 | Соляр Л.Т.                        |         | 440                    | 2008        | Д. : Дніпрокнига                    |      |
| Літургія кохання. Антологія української любовної лірики кінця XIX — початку XXI століття | Лучук І.                          | 270     | 728                    | 2008        | Тернопіль: Навчальна книга — Богдан |      |
| Люблю тебе, мій Криме: Вірші українських поетів про Крим                                 | Кононенко Д.                      |         |                        | 2008        | Сімферополь: Видавництво «ДОЛЯ»     |      |
| Кіт Матіфас та інші: темат. антологія віршів XIX—XXI ст.                                 | Хмелюк М. М.                      |         | 98                     | 2008        | Луцьк: Твердиня                     |      |
| Корзо: альманах сучасної літератури Закарпаття                                           | Рошко М. М.                       |         | 355                    | 2008        | Ужгород: Ліра                       |      |
| Трициліндровий двигун любові                                                             |                                   | 3       | 224                    | 2008        | Харків: Фоліо                       |      |
| Розстріляне Відродження. Шедеври української репресованої прози                          | Заготова С. М.                    |         | 416                    | 2008        | Донецьк: ТОВ ВКФ «БАО»              |      |
| Україна: поезія тисячоліть: антологія: у 2 т.                                            | Буряк Ю. Г.                       |         | 607 (т. 1), 683 (т. 2) | 2008        | Київ: Кріон                         |      |
| Сила малого: Антологія сучасної малої прози                                              |                                   |         | 172                    | 2008        | Луцьк: ПВД «Твердиня»               |      |
| Українська драматургія: антологія, т. 1, т. 2 (кн. 1, 2)                                 | Назарова Т. Є., Коломієць Р. Г.   |         | 859, 795, 828          | 2008        | Харків: Фоліо                       |      |
| Біла книга кохання. Антологія української еротичної поезії                               | Лучук І., Стах В.                 | 141     | 288                    | 2008        | Тернопіль: Навчальна книга — Богдан |      |
| Готелі Харкова: Антологія нової харківської літератури                                   | Жадан С.                          | 19      | 150                    | 2008        | Харків: Фоліо                       |      |
| Сяйво білого тіла. Антологія української еротичної поезії                                | Сулима М.                         |         | 424                    | 2008        | Київ: Факт                          |      |
| Зелене око: 1001 вірш: антологія української поезії для дітей                            | Лучук І. В.                       | 161     | 655                    | 2008        | Тернопіль: Богдан                   |      |
| Харківська Барикада № 2: антологія сучасної літератури                                   | Жадан С., Доній О., Омельченко О. |         | 227                    | 2008        | Київ: Факт                          |      |

### 2009
| Назва | Упорядник                  | Авторів | Сторінок | Рік видання | Видавництво                   | ISBN |
| --- | -------------------------- | ------- | -------- | ----------- | ----------------------------- | ---- |
| Золоті обереги: антологія Бойківського краю                                                                                  | Рудавська-Вовк Л.          |         | 192      | 2009        | Дрогобич: Посвіт              |      |
| Українські літературні школи та групи 60—90-х рр. XX ст.                                                                     | Ґабор В.                   | 34      | 620      | 2009        | Львів: Піраміда               |      |
| Свого не цурайтесь: твори українських письменників про рідну мову: антологія                                                 | Лучук В. І.                |         | 895      | 2009        | Тернопіль: Богдан             |      |
| Празька поетична школа. Антологія                                                                                            | Астаф'єв О., Дністровий А. |         | 256      | 2009        | Харків: Ранок                 |      |
| Привітання життя 2008 : антологія творів учасників конкурсу на здобуття Літературної премії імені Б.-І. Антонича за 2008 рік | Сапіга Д.                  |         | 82       | 2009        | Львів: Каменяр                |      |
| Київ. Анатомія міста. ХІХ. ХХ. ХХІ…                                                                                          | Краснящих А. П.            |         | 282      | 2009        | Харків: Фоліо                 |      |
| Сльоза пекучої пам'яті: Голодомор 1932—1933 років очима літераторів Київщини                                                 | Гай А. І.                  | 136     |          | 2009        | Біла Церква: Буква            |      |
| Жіночий погляд. Антологія | Краснящих А. П.            |         | 345      | 2009        | Харків: Фоліо                 |      |
| Ранній український модернізм                                                                                                 | Демська-Будзуляк Л.        |         | 286      | 2009        | Харків: Ранок                 |      |
| Поети Нью-Йоркської групи. Антологія                                                                                         | Астаф'єв О., Дністровий А. |         | 255      | 2009        | Харків: Ранок                 |      |
| Поети «витісненого покоління». Антологія                                                                                     | Андрусяк І. М.             |         | 256      | 2009        | Xарків: Ранок                 |      |
| Антологія далекосхідної української лірики                                                                                   | Лозиков О.                 |         | 176      | 2009        | Хабаровск: Екумена            |      |
| Поети Празької школи: Срібні сурми: антологія                                                                                | Ільницький М.              |         | 916      | 2009        | Київ: Смолоскип               |      |
| Антологія сучасної новелістики та лірики України                                                                             | Апальков О.                |         | 323      | 2009        | Канів: Склянка часу           |      |
| Письменники Стрийщини: антологія                                                                                             | Якубовська М.              |         | 88       | 2009        | Львів: Каменяр                |      |
| За межею означень…: Антологія української інтернет-поезії                                                                    | Баран Є., Височанський Ю.  |         | 400      | 2009        | Івано-Франківськ: Місто НВ    |      |
| Літпошта | Шунь М., Павлюк І.         | 34      | 317      | 2009        | Київ: Видавництво Жупанського |      |
| Антологія сучасної новелістики та лірики України — 2009                                                                      |                            | 69      | 324      | 2009        | Канів: Склянка Часу*Zeitglas  |      |
| Літературна студія «87». Антолоґія. Перший том                                                                               |                            | 4       | 84       | 2009        | Тернопіль: Крок               |      |
| Вертоград. Українське поетичне тисячоліття. Антологія                                                                        | Лучук І.                   | 303     | 960      | 2009        | Тернопіль: Богдан             |      |
| Великдень в українській поезії                                                                                               | Данилевська Н. О.          |         | 136      | 2009        | Ніжин: Аспект-Поліграф        |      |

### 2010
| Назва                                                                               | Упорядник                           | Авторів | Сторінок | Рік видання | Видавництво                         | ISBN               |
| ----------------------------------------------------------------------------------- | ----------------------------------- | ------- | -------- | ----------- | ----------------------------------- | ------------------ |
| АЗ, два, три… дванадцять — лист у пляшці: Антологія Авторського Зарубіжжя           | Шунь М.                             | 12      | 310      | 2010        | Львів: Піраміда                     |                    |
| Березневі коти: Антологія ЕротАртФесту                                              | Коврей В.                           | 53      | 236      | 2010        | Ужгород: Ліра                       |                    |
| Українська поезія кінця ХІХ — середини ХХ ст. : Бібліографія: Антологія             | П'ядик Ю. В.                        |         |          | 2010        | Київ: К. І. С.                      |                    |
| Антологія сучасної новелістики та лірики України — 2010                             |                                     | 78      | 392      | 2010        | Канів: Склянка Часу*Zeitglas        |                    |
| Мости поезії. Brücken der Poesie: антологія сучасної української і німецької поезії | Шмідт, Н., Бергер, Ю., Вайсгаупт М. |         | 236      | 2010        | Харків: Майдан                      |                    |
| 70 віршів: антологія                                                                | Антофійчук М.                       |         | 87       | 2010        | Чернівці: Місто                     |                    |
| Квіт Подільського слова: антологія творів сучасних письменників Вінниччини          | Рабенчук В. С.                      |         | 544      | 2010        | Вінниця: Консоль                    |                    |
| Калинове гроно: Антологія літераторів Полтавщини часу незалежності України          | Залізняк С.-М.                      |         | 516      | 2010        | Полтава: Полтавський літератор      |                    |
| На вістрі курсора: (антологія інтернет-поезії): зб. віршів.                         |                                     |         | 231      | 2010        | Київ: Ред. журн. «Дніпро»           |                    |
| Зелені очі. 1001 вірш: Інша антологія української поезії для дітей                  | Лучук І. В.                         | 81      | 584      | 2010        | Тернопіль: Навчальна книга — Богдан |                    |
| ЛяЛяк (Львівська Літературна Криївка)                                               | Шунь М., Ґабор В.                   | 13      | 264      | 2010        | Львів: Піраміда                     |                    |
| Сновиди. Сни українських письменників (80 авторів)                                  | Малкович Т.                         | 81      | 416      | 2010        | Київ: А-ба-ба-га-ла-ма-га           |                    |
| У сузір'ї Рака: Антологія української паліндромії                                   | Мірошниченко М., Лучук І.           | 46      | 440      | 2010        | Тернопіль: Богдан                   |                    |
| Слово про рідну матусю: антологія віршів                                            | Поляк М. П.                         |         | 227      | 2010        | Чернівці: Петрович і Петрівна       |                    |
| Аморалка: антологія аморальних творів                                               | Пантюк С.                           | 21      | 315      | 2010        | Харків: Фоліо                       |                    |
| Декамерон. 10 українських прозаїків останніх десяти років                           | Жадан С.                            | 10      | 320      | 2010        | Харків: Клуб Сімейного Дозвілля     |                    |
| Різдво в українській поезії: християнські вірші                                     | Данилевська Н. О., Сапеляк С. Є.    |         | 372      | 2010        | Ніжин: Аспект-Поліграф              |                    |
| Щоденник біженця. Сучасна проза Закарпаття                                          | Курков А. Ю.                        |         | 358      | 2010        | Київ: Альтпрес                      | ISBN 9789665424291 |

## 2010-ті

### 2011
| Назва | Упорядник                           | Авторів                           | Сторінок | Рік видання | Видавництво                           | ISBN |
| --- | ----------------------------------- | --------------------------------- | -------- | ----------- | ------------------------------------- | ---- |
| 32 за Фаренгейтом |                                     | 13                                |          | 2011        |                                       |      |
| Молитва небо здіймає вгору: антологія української християнської віршованої молитви ХІХ-початку ХХІ століть           | Баран Г.                            |                                   |          | 2011        | Тернопіль: Богдан                     |      |
| Антологія християнської поезії Галичини                                                                              |                                     |                                   | 295      | 2011        | Рівне: ПП ДМ                          |      |
| Пастораль річечки: антологія                                                                                         | Івасюк О. М.                        |                                   | 190      | 2011        | Чернівці: Букрек                      |      |
| Буковини пишний цвіт: антологія Буковинського лицарства                                                              | Поляк М. П.                         |                                   | 238      | 2011        | Чернівці: Петрович і Петрівна         |      |
| Антологія юнацької мрії: зб. тв. юних авт. міста на честь 235-ї річниці Дніпропетровська                             | Заславська Т. І.                    |                                   | 173      | 2011        | Дніпропетровськ: Свідлер              |      |
| Степова пектораль: поетична антологія від Т. Г. Шевченка до наших днів                                               | Глущак А. С.                        |                                   | 383      | 2011        | Одеса: Маяк                           |      |
| Письменники Уманщини: (довідник-антологія): статті, біобібліографічні матеріали, вірші, проза, літературознавчі есеї | Павленко М. С.                      |                                   | 295      | 2011        | Умань: Алмі                           |      |
| Метаморфози. 10 українських поетів останніх 10 років                                                                 | Жадан С.                            | 10                                | 272      | 2011        | Харків: Клуб сімейного дозвілля       |      |
| 20 письменників сучасної України                                                                                     | Красовицький О. В.                  | 20                                | 384      | 2011        | Харків: Фоліо                         |      |
| Письменники про футбол. Літературна збірна України                                                                   | Жадан С.                            | 11                                | 320      | 2011        | Харків: Клуб сімейного дозвілля       |      |
| Червоне і чорне: 100 українських поеток XX сторіччя: Антологія                                                       | Щавурський Б.                       | 100                               | 1344     | 2011        | Тернопіль: Богдан                     |      |
| Червоне і чорне: 100 українських поетів XX сторіччя: Антологія                                                       | Щавурський Б.                       | 100                               | 1376     | 2011        | Тернопіль: Богдан                     |      |
| Шляхами пам'яті: антологія поетичних творів, присвячених пам'яті митців Розстріляного Відродження                    | Єфімова Г.                          |                                   | 219      | 2011        | Одеса                                 |      |
| Листок з вирію: кн. 3. Журавлики. Поезія української діаспори для дітей                                              | Кирпа Г. М., Чередниченко Д. С.     |                                   | 608      | 2011        | Київ: Етнос                           |      |
| Соломонова Червона Зірка: путівні есеї                                                                               | Белей Л.                            | 26                                | 490      | 2011        | Київ: Темпора                         |      |
| Гімн очеретяних хлопчиків                                                                                            | Бєльський С., Барліг О.             | 8                                 | 239      | 2011        | Дніпропетровськ: Ліра                 |      |
| AU/UA Сучасна поезія України та Австралії / Contemporary poetry of Ukraine and Australia                             | Вікс Л., Завадський Ю., Семенчук Г. | 20 українських, 20 австралійських | 126      | 2011        | Тернопіль — Сідней: Крок, Meuse Press |      |
| З душі та серця: колективний збірник                                                                                 | Фідель Сухоніс                      |                                   | 204      | 2011        | Дніпропетровськ: Пороги               |      |
| Розіп'ята Муза: Антологія українських поетів, які загинули насильницькою смертю: У 2 т.                              | Винничук Ю. П.                      | 322                               | 612      | 2011        | Львів: ЛА «Піраміда»                  |      |
| Дольки помаранч. Нова українська поезія                                                                              | Камінська А.                        | 19                                | 750      | 2011        | Варшава: Korporacja Ha!art            |      |
| Потяг надій та інші залізничні сполучення                                                                            | Гаврилів Т. І.                      |                                   | 384      | 2011        | Львів: ВНТЛ-Класика                   |      |

### 2012
| Назва                                                                                          | Упорядник                                    | Авторів                     | Сторінок | Рік видання | Видавництво                         | ISBN |
| ---------------------------------------------------------------------------------------------- | -------------------------------------------- | --------------------------- | -------- | ----------- | ----------------------------------- | ---- |
| Зоряне суцвіття / Всеукр. об-ня "Письменники Бойківщини"                                       | Рудавська-Вовк Л.                            |                             | 351      | 2012        | Дрогобич : Посвіт                   |      |
| Антологія творів лауреатів премії імені М. Коцюбинського: поезія                               | Коцюбинська Н., Єрмоленко О.                 |                             | 399      | 2012        | Чернігів : Десна Поліграф           |      |
| 87. Антологія. Том 2                                                                           | Матевощук Ю., Завадський Ю.                  |                             | 180      | 2012        | Тернопіль: Видавництво «Крок»       |      |
| Літературний Stanislaw ІФ                                                                      | Єшкілєв В. Л., Бондарев І. М.                |                             | 284      | 2012        | Харків: Фоліо                       |      |
| Потяг № 111: Збірка творів письменників Харкова та Львова                                      | Краснящих А. П.                              |                             | 350      | 2012        | Харків: Фоліо                       |      |
| Сині Води в усній народній та художній творчості: антологія                                    | Брайченко О. Д.                              |                             | 233      | 2012        | Київ                                |      |
| Шоколадні вірші про кохання                                                                    |                                              | 17                          |          | 2012        | Львів: Видавництво Старого Лева     |      |
| Український віночок: антологія творів українських письменників для дітей                       | Зеленська А.                                 |                             | 255      | 2012        | Київ: АВІАЗ                         |      |
| Сяєво жар-птиці: Антологія літератури для дітей та юнацтва Придніпров'я (1883—2012 рр.)        | Прокопенко І., Степовичка Л.                 | 70                          | 580      | 2012        | Дніпропетровськ: Ліра ЛТД           |      |
| Антологія жіночої поезії «Із жертв у ліквідатори (Інструкція з ліквідації ґендерного насилля)» | Мінкін Я. Б.                                 | 7                           | 153      | 2012        | Луганськ: Янтар                     |      |
| Тотальний футбол                                                                               | Жадан С.                                     | 4 українських, 4 польських  |          | 2012        | Київ: Грані-Т                       |      |
| СТЕП. STEP.                                                                                    | Шунь М.                                      | 12                          |          | 2012        | Львів: Піраміда                     |      |
| Актуальна українська драма                                                                     |                                              | 5                           | 182      | 2012        | Луцьк: ПФ «Смарагд»                 |      |
| Ars poetica. Українська лірика про мистецтво поетичне: Антологія                               | Лучук І.                                     | 222                         | 688      | 2012        | Тернопіль: Навчальна книга — Богдан |      |
| Поезія із-за ґрат: Антологія                                                                   | Голуб О.                                     |                             | 882      | 2012        | Київ: Смолоскип                     |      |
| Антологія літераторів Обухівщини                                                               | Трубай В.                                    |                             | 555      | 2012        | Обухів: ГНИП                        |      |
| Нью-Йоркська група: Антологія поезії, прози та есеїстики                                       | Ревакович М., Ґабор В.                       | 12                          | 400      | 2012        | Львів: ЛА «Піраміда»                |      |
| Дайте! Нобелівську премію українським письменникам! Антологія літературної студії «Нобель»     |                                              | 14                          |          | 2012        | Івано-Франківськ: Лілея-НВ          |      |
| Наближені до України: Антологія сучасної української літератури, твореної у Польщі             | Яручик В. П.                                 | 22                          | 376      | 2012        | Луцьк: ПВД «Твердиня»               |      |
| Ніч еротичної поезії non-stop                                                                  |                                              |                             |          | 2012        | Київ: ТОВ «Гамазин»                 |      |
| 27 регіонів України                                                                            |                                              | 29                          | 442      | 2012        | Харків: Фоліо                       |      |
| Луцький замок у мистецькому просторі України: Тематична антологія віршів ХІХ-XXI ст.           | Хмелюк М., Кумановська В.                    |                             | 88+44    | 2012        | Луцьк: ПВД «Твердиня»               |      |
| М'якуш: антологія української смакової поезії                                                  | Демидюк Л., Корчагіна С.                     | 36                          | 122      | 2012        | Харків: Фоліо                       |      |
| Анестезія: поети проти болю                                                                    |                                              | 8 (серед них 6 українських) |          | 2012        | Луганськ                            |      |
| Дніпрові камени: Українська ренесансна та ранньобарокова поема: антологія: у 2 кн.             | Шевчук В. О.                                 |                             |          | 2012        | Київ: Грамота                       |      |
| Була собі Галичина…                                                                            | Паславська А. Й., Прохасько Ю. Б., Фоґель Т. |                             |          | 2012        | Львів: ВНТЛ-Класика                 |      |

### 2013
| Назва | Упорядник              | Авторів | Сторінок | Рік видання | Видавництво                                      | ISBN |
| --- | ---------------------- | ------- | -------- | ----------- | ------------------------------------------------ | ---- |
| 13 різдвяних історій | Савка М.               | 13      | 176      | 2013        | Львів: Видавництво Старого Лева                  |      |
| 13 сучасних українських п'єс: драма                                                                                              | Козачук Н.             | 13      | 576      | 2013        | Київ: Преса України                              |      |
| Гопак: антологія вітчизняної прози про гопників                                                                                  | Шийчук А.              | 10      | 144      | 2013        | Брустурів: Літературна агенція «Дискурсус»       |      |
| Гра в поетів: Антологія кіровоградської поезії                                                                                   | Поліщук К.             |         | 120      | 2013        | Кіровоград: Мавік                                |      |
| Гравітація взаємності: антологія сучасної української поезії / Grawitacja wzajemnósci: antologia współczesnej poezji ukraińskiej | Криштальська О.        |         |          | 2013        | Луцьк: ВМА «Терен»                               |      |
| Дотики слова |                        | 10      |          | 2013        |                                                  |      |
| Жити-пити. 40 градусів життя | Вдовиченко Г. К.       | 11      | 320      | 2013        | Харків: Клуб сімейного дозвілля                  |      |
| З непокритою головою. Українська жіноча проза                                                                                    | Агеєва В.              | 16      | 416      | 2013        | Київ: КОМОРА                                     |      |
| Історія України очима письменників                                                                                               |                        | 25      |          | 2013        | Харків: Фоліо                                    |      |
| Квіткова антологія [зб. укр. поезії про квіти]                                                                                   | Шарпе У., Карп'юк В.   | 68      | 172      | 2013        | Брустурів: Дискурсус                             |      |
| Книга про батька: укр. поети XIX—XXI ст.: в обороні роду і держави: антологія                                                    | Чуйка В. Л.            |         | 351      | 2013        | Київ: Криниця                                    |      |
| Львівська антологія в 3-х томах (Т. 1)                                                                                           | Винничук Ю.            |         | 667      | 2013        | Харків: Фоліо                                    |      |
| Мама по скайпу (спільний німецько-український соціально-літературний проект-книга)                                               | Савка М. О.            | 11      |          | 2013        | Львів: Видавництво Старого Лева                  |      |
| Острів зимового мовчання — антологія жіночої прози                                                                               | Тарасюк Г. Т.          | 12      | 447      | 2013        | Київ: Преса України                              |      |
| Похід через засніжений перевал. Українське соціальне оповідання XXI століття (2000—2012)                                         | Даниленко В.           | 30      | 383      | 2013        | Київ: Преса України                              |      |
| Сама. Антологія сучасної української жіночої поезії                                                                              | Тарасюк Г., Зарівна Т. | 55      | 320      | 2013        | Київ: Преса України                              |      |
| Стріла: суб'єкт. антологія: укр. поети ХХ ст.                                                                                    | Базилевський В. О.     | 45      | 1098     | 2013        | Київ: Просвіта                                   |      |
| Сучасна бібліотека Донбасу: Джерела: Антологія творів учасників літературних об'єднань Донбасу                                   | Логачов В. С.          |         | 381      | 2013        | Донецьк: Національна спілка письменників України |      |
| Теплі історії про дива, коханих і рідних                                                                                         | Шутенко Ю.             | 28      | 144      | 2013        | Київ: Брайт Стар Паблішинг                       |      |

### 2014
| Назва | Упорядник                       | Авторів | Сторінок | Рік видання | Видавництво                                      | ISBN |
| --- | ------------------------------- | ------- | -------- | ----------- | ------------------------------------------------ | ---- |
| Дорогою незгасної святині: антологія Бойківського краю                                                                | Рудавська-Вовк Л. В.            |         | 309      | 2014        | Львів : Сполом                                   |      |
| "Сміються, плачуть солов'ї...": укр. поезія в портретах-просвітліннях (в двох томах)                                  | Ковач І.                        |         | 306      | 2014        | Бухарест : RCR editorial                         |      |
| Орфічна поезія - ліки від депресії                                                                                    | Буцька Н. М.                    |         | 235      | 2014        | Полтава: АСМІ                                    |      |
| Героям слава!: кн. для учасників Вітчизняної війни України 2014 р. : військ.-патріот. вірші укр. поетів та нар. пісні | Козак С., Пригорницький Ю. Г.   |         | 99       | 2014        | Київ : Літ. Україна                              |      |
| Ода до радості | Вдовиченко Г.                   | 10      | 272      | 2014        | Харків: Книжковий Клуб "Клуб Сімейного Дозвілля" |      |
| Антологія сучасної новелістики та лірики України 2013                                                                 | Апальков О.                     | 93      | 528      | 2014        | Канів: Склянка Часу*Zeitglas                     |      |
| Антологія української ґотичної прози в двох томах                                                                     | Винничук Ю. П.                  |         |          | 2014        | Харків: Фоліо                                    |      |
| Борітеся — поборете! Поетика революції                                                                                | Уліщенко О.                     | 1       | 96       | 2014        | Віват                                            |      |
| Євромайдан. Лірична хроніка                                                                                           |                                 | 31      |          | 2014        | Брустурів: Дискурсус                             |      |
| Євромайдан. Хроніка в новелах                                                                                         | Карп'юк В.                      | 31      | 216      | 2014        | Брустурів: Дискурсус                             |      |
| Євромайдан. Хроніка відчуттів                                                                                         | Карп'юк В. І.                   | 5       | 151      | 2014        | Брустурів: Дискурсус                             |      |
| Книга Лева: Львів як текст: Львівський прозовий андерґраунд 70—80-х рр. ХХ ст. : антологія прози та есеїстики         | Ґабор В.                        |         |          | 2014        | Львів: Піраміда                                  |      |
| Кобзареве слово: антологія творів письменників Донеччини                                                              | Кущ П. В., Логачов В. С.        |         |          | 2014        | Донецьк: Каштан                                  |      |
| Львів… Львів'янки… Любов…                                                                                             |                                 | 11      | 216      | 2014        | Львів: ЛА Піраміда                               |      |
| Материнська молитва. Українки — героям Майдану                                                                        | Череп-Пероганич Т. П.           | 26      | 71       | 2014        | Київ: Наш Формат                                 |      |
| Небесна сотня. Антологія майданівських віршів                                                                         | Воронюк Л.                      |         |          | 2014        | Чернівці: Букрек                                 |      |
| Осінь у камуфляжі: збірка віршів                                                                                      | Цибульська Т.                   | 31      | 128      | 2014        | Кременчук: Видавець Щербатих О. В.               |      |
| Райська Яблінка. Антологія української малої жіночої прози Галичини міжвоєнного періоду                               |                                 |         | 356      | 2014        | Львів: Піраміда                                  |      |
| Україна-Європа | Красовицький О. В.              | 30      | 573      | 2014        | Харків: Фоліо                                    |      |
| Українська авангардна поезія (1910—1930-ті роки): антологія                                                           | Коцарев О. О., Стахівська Ю. Л. | 41      | 816      | 2014        | Київ: Смолоскип                                  |      |
| «Чорна Індія» «Молодої Музи». Антологія прози та есеїстки.                                                            | Ґабор В.                        |         | 352      | 2014        | Львів: Піраміда                                  |      |
| До барикад! Антологія кіровоградської революційної поезії                                                             |                                 |         | 80       | 2014        | Кіровоград: Мавік                                |      |
| Мій Шевченко |                                 | 5       | 160      | 2014        | Київ: Нора-Друк                                  |      |
| Українські письменники Краматорська: Довідник-антологія 1868—2013 рр.                                                 | Максименко О. Л.                |         | 200      | 2014        | Слов'янськ: Видавництво «Друкарський двір»       |      |

### 2015
| Назва                                                                                                   | Упорядник                   | Авторів | Сторінок | Рік видання | Видавництво                                                                                      | ISBN                    |
| --- | --------------------------- | ------- | -------- | ----------- | ------------------------------------------------------------------------------------------------ | ----------------------- |
| Антологія сучасної української літератури                                                               | Стасюк Л.С.                 |         | 199      | 2015        | Хмельницький : Стасюк Л. С.                                                                      |                         |
| Антологія сучасної новелістики та лірики України 2014                                                   | Апальков О.                 |         |          | 2015        | Канів: Склянка Часу*Zeitglas                                                                     | ISBN 978-966-2306-73-6  |
| Антологія українського ронделя                                                                          | Микола Боровко              | 27      | 104      | 2015        | Київ: «Дивосвіт»                                                                                 | ISBN 978-966-372-593-3  |
| Бандерштатна антологія: поезія                                                                          | Луцюк Г. Я.                 |         | 192      | 2015        | Луцьк: ПВД «Твердиня»                                                                            | ISBN 978-617-517-200-1  |
| Воїнам світла                                                                                           | Жук С.                      | 96      | 256      | 2015        | Мукачеве: Серце патріота                                                                         |                         |
| Волонтери. Мобілізація добра                                                                            | Карпа І. І.                 | 10      |          | 2015        | Харків: Клуб Сімейного Дозвілля                                                                  | ISBN 978-966-14-8777-1  |
| Вулична поезія                                                                                          | Максимейко Ю., Баткіліна Ю. | 12      | 132      | 2015        | Харків: Клуб Сімейного Дозвілля                                                                  | ISBN 978-966-2562-62-0  |
| Крим по-українськи. Веселі та сумні історії                                                             |                             |         | 184      | 2015        | Брустурів: Дискурсус                                                                             | ISBN 978-6177236381     |
| Київські неокласики: Антологія                                                                          | Котенко Н.                  | 13      | 920      | 2015        | Київ: Смолоскип                                                                                  | ISBN 978-617-7173-22-8  |
| Мистецький Барбакан. Трикутник 92                                                                       |                             | 37      |          | 2015        | Люта справа                                                                                      | ISBN 978-966-97508-4-6  |
| …і вічне Тарасове слово… : поезії та оповідання: колективний збірник творів до 200-річчя Т. Г. Шевченка | Михайлов В.                 | 55      | 132      | 2015        | Красноармійське творче об'єднання «Суцвіття». — Донецьк: Національна спілка письменників України | ISBN 078-966-10-82-30-2 |
| RECвізити. Антологія письменницьких голосів. Книга перша                                                | Терен Т.                    | 10      | 280      | 2015        | Львів: ВСЛ                                                                                       | ISBN 978-617-679-190-4  |
| RECвізити. Антологія письменницьких голосів. Книга друга                                                | Терен Т.                    | 10      | 264      | 2015        | Львів: ВСЛ                                                                                       | ISBN 978-617-679-191-1  |

### 2016
| Назва                                                       | Упорядник         | Авторів  | Сторінок | Рік видання | Видавництво                                      | ISBN                   |
| ----------------------------------------------------------- | ----------------- | -------- | -------- | ----------- | ------------------------------------------------ | ---------------------- |
| Антологія сучасної української новели                       | Агеєва В.П.       |          | 319      | 2016        | Київ : Книга                                     |                        |
| ...з позицій Вічності...                                    | Якимів В.         |          | 176      | 2016        | Львів : БОНА                                     | ISBN 978-966-2626-44-5 |
| Містерія Різдва [Текст] : [12 страв - 12 віршів - 12 коляд] | Савка С.          |          | 82       | 2016        | Львів : Вид-во Старого Лева                      | ISBN 978-617-679-272-7 |
| З Україною в серці: поезії                                  | Федорчук Я.       |          | 57       | 2016        | Київ: Український письменник                     | ISBN 978-966-579-506-3 |
| Львів. Смаколики. Різдво                                    | Нікалео Н.        |          | 256      | 2016        | Харків: Книжковий клуб «Клуб сімейного дозвілля» | ISBN 978-617-12-1550-4 |
| Свічадо: Антологія сучасної української поезії              | Ришкова О.        |          | 420      | 2016        | Київ: Видавничий двір Олега Федорова             | ISBN 9783741868818     |
| Постріл на сходах. Детектив 20-х років                      | Цимбал Я.         |          |          | 2016        | Київ: Темпора                                    | ISBN 9786175694268     |
| Беладонна. Любовний роман 20-х років                        | Цимбал Я.         |          |          | 2016        | Київ: Темпора                                    | ISBN 97861756944251    |
| Лісові хлопці. Проза про УПА                                |                   |          | 336      | 2016        | Брусторів: Discursus                             | ISBN 978-617-7236-54-1 |
| с(Ш)тиль. Антологія літературної студії «Сім Герц»          |                   |          | 64       | 2016        | Тернопіль: Крок                                  |                        |
| Антологія прози «12»                                        | Демчук С. І.      | 12       | 240      | 2016        | Київ: Український письменник                     | ISBN 978-966-579-479-0 |
| Чат для дівчат                                              |                   | 12       | 176      | 2016        | Львів: Видавництво Старого Лева                  | ISBN 978-617-679-286-4 |
| Шляхи під сонцем. Антологія репортажу 20-х років            | Цимбал Я.         |          |          | 2016        | Київ: Темпора                                    | ISBN 9786175694978     |
| #Невимушені                                                 |                   | 5        |          | 2016        | Харків: Віват                                    | ISBN 978-617-690-721-3 |
| Литаври                                                     | Тетяна Винник     | понад 80 | 554      | 2016        | Ніжин: Видавець ПП Лисенко М. М.                 | ISBN 978-617-640-282-4 |
| Крим, який ми любимо                                        | Тарнашинська Л.   |          |          | 2016        | Київ: Пульсари                                   | ISBN 9786176150640     |
| Каїса-дра росте, де хоче. Антологія африканської поезії     | Гусейнова О. Г.   |          | 160      | 2016        | Тернопіль: Видавництво «Крок»                    | ISBN 978-617-692-357-2 |
| Помежи словом і століттями: Антологія сучасної поезії       | Гордон О. Б.      | 57       | 272      | 2016        | Київ : Український письменник                    | ISBN 978-966-579-508-7 |
| Він, Вона і війна: Збірка віршів                            | Цибульська Т.     | 16       | 94       | 2016        | Кременчук: Видавець ПП Щербатих О. В.            | ISBN 978-966-639-112-8 |
| Вольтова дуга: Антологія (50 українських поетів)            | Цвід А.           | 50       | 244      | 2016        | Київ: Український письменник.                    | ISBN 978-966-579-517-9 |
| ПРОти НАСильства                                            | Денисенко Л. В.   |          | 322      | 2016        | Київ.: ВАІТЕ                                     | ISBN 978-966-2310-63-4 |
| Карпати на трьох                                            |                   | 3        | 116      | 2016        | Discursus                                        | ISBN 978-617-7236-80-0 |
| Світ не завершено: поезія                                   | Даниленко В.      |          | 223      | 2016        | Київ : Фенікс                                    |                        |
| Світ осяяний Світочем: антологія Бойківського краю          | Рудавська-Вовк Л. |          | 341      | 2016        | Львів : Сполом                                   |                        |

### 2017
| Назва                                                                       | Упорядник                  | Авторів | Сторінок | Рік видання | Видавництво                             | ISBN                   |
| --------------------------------------------------------------------------- | -------------------------- | ------- | -------- | ----------- | --------------------------------------- | ---------------------- |
| Тендітні, спокусливі, сильні...: поезії, листи, цікаві факти: усе про жінок | Лапшина Л. В.              |         | 142      | 2017        | Харків : Віват                          | ISBN 978-966-942-281-1 |
| Антологія української поезії ХХ століття                                    | Малкович І.                |         | 2016     | 2017        | Київ: А-БА-БА-ГА-ЛА-МА-ГА               | ISBN 978-617-585-116-6 |
| Березневі коти: ІІ антологія АртФесту                                       | Коврей В.                  | 60      | 228      | 2017        | Ужгород: Видавництво Олександри Гаркуші | ISBN 978-617-531-158-5 |
| Порода: Антологія українських письменників Донбасу                          | Білявський В., Григоров М. |         | 384      | 2017        | Київ: Легенда                           | ISBN 978-966-97689-1-9 |
| Parasol                                                                     | Рябчій І., Єрмоленко А.    |         | 192      | 2017        | Львів: Видавництво старого лева         | ISBN 978-617-679-411-0 |
| Моя кар'єра. Жіноча проза 20-х років                                        | Цимбал Я.                  |         |          | 2017        | Київ: Темпора                           | ISBN 9786175693100     |
| 10 історій для хлопців                                                      |                            | 10      | 160      | 2017        | Львів: Видавництво старого лева         | ISBN 978-617-679-447-9 |
| То є Львів. Колекція міських історій                                        | Савка М. О.                | 23      | 240      | 2017        | Львів: Видавництво старого лева         | ISBN 978-617-679-442-4 |
| Українська любовна лірика                                                   |                            |         | 320      | 2017        | Vivat                                   | ISBN 978-617-690-360-4 |
| Антологія української фантастики XIX - XX ст.                               | Винничук Ю.                |         | 606      | 2017        | Харків : Фоліо                          | ISBN 978-966-03-7082-1 |
| Атом у запрязі (Фантастика 20-х років)                                      | Цимбал Я.                  | 3       | 488      | 2017        | Київ: Темпора                           | ISBN 978-617-569-298-1 |

### 2018
| Назва                                                                                       | Упорядник            | Авторів | Сторінок | Рік видання | Видавництво          | ISBN                   |
| ------------------------------------------------------------------------------------------- | -------------------- | ------- | -------- | ----------- | -------------------- | ---------------------- |
| Соловецький етап. Антологія                                                                 | Винничук Ю.          |         | 496      | 2018        | Харків: Фоліо        | ISBN 9789660381025     |
| Ломикамінь. Антологія українського верлібру                                                 | Шунь М., Кицан О.    | 222     | 620      | 2018        | Львів: Піраміда      | ISBN 978-966-441-517-7 |
| Українська модерна проза. Антологія                                                         | Винничук Ю.          |         |          | 2018        | Харків: Фоліо        | ISBN 978-966-03-8014-1 |
| Антологія української містичної прози                                                       | Винничук Ю.          |         | 480      | 2018        | Харків: Фоліо        | ISBN 978-966-03-8110-0 |
| П’ять Америк                                                                                | Шунь Марія           | 5       | 208      | 2018        | Львів: ЛА «Піраміда» | ISBN 978-966-441-505-4 |
| Антологія молодої української поезії III тисячоліття                                        | Лаюк М. М.           |         | 493      | 2018        | А-БА-БА-ГА-ЛА-МА-ГА  | ISBN 978-617-585-146-3 |
| Антологія творів письменників запорізьких літоб'єднань початку XXI сторіччя (у двох книгах) | Медко О., Лупинос Г. |         | 190, 159 | 2018        | Запоріжжя: Дике поле |                        |

### 2019
| Назва                                                                                       | Упорядник                                    | Авторів | Сторінок | Рік видання | Видавництво                     | ISBN                   |
| ------------------------------------------------------------------------------------------- | -------------------------------------------- | ------- | -------- | ----------- | ------------------------------- | ---------------------- |
| Антологія літератури письменників Волині: Під Лесиним небом                                 | Ляснюк, О. Л.                                |         | 400      | 2019        | Луцьк: ПВД «Твердиня»           |                        |
| Цвіте терен терен цвіте                                                                     |                                              |         | 161      | 2019        | Хмельницький: ТВОРИ             |                        |
| 19 різдвяних історій                                                                        |                                              | 19      | 216      | 2019        | Львів: Видавництво Старого Лева | ISBN 978-617-679-601-5 |
| Лабіринт із криги та вогню. Антологія актуальної драми. Революція гідності й гібридна війна | Неждана Н., Миколайчук-Низовець О.           |         | 432      | 2019        | Київ: Смолоскип                 | ISBN 978-617-7622-02-3 |
| Захалявна книжка захисника України: поезії                                                  | Засенко П.                                   |         | 78       | 2019        | Київ: Фенікс                    | ISBN 978-966-136-692-2 |
| Серце Логосу = INIMA LOGOSULUI : віршовані присвяти Мірчі Лютику                            | Терицану В. Д., Джуран В. Т.                 |         | 160      | 2019        | Чернівці : Букрек               | ISBN 978-617-7663-80-4 |
| Літургія. Віршовані й пісенні присвяти Володимиру Івасюку                                   | Китайгородська В. М., Джуран В. Т., Філяк Н. |         | 119      | 2019        | Чернівці : Букрек               |                        |

### 2020
| Назва | Упорядник                      | Авторів | Сторінок | Рік видання | Видавництво                    | ISBN                   |
| --- | ------------------------------ | ------- | -------- | ----------- | ------------------------------ | ---------------------- |
| Право на сміх. Антологія сатири і гумору української діаспори. Книга 1. Часопис «Лис Микита». Сатира, гумор, карикатура. 1948—1985 | Дзюба І. М.                    |         | 424      | 2021        | Київ: Либідь                   | ISBN 9789660608092     |
| Блаженний звук мойого імені. Довідник опоетизованих жіночих імен                                                                   | Чумак З.                       |         | 188      | 2020        | Новоград-Волинський : НОВОград | ISBN 978-617-7628-37-7 |
| Серце Логосу: Присвяти Ліні Костенко і пісні на її слова                                                                           | Джуран В. Т., Джуран-Гладиш Н. |         | 191      | 2020        | Чернівці : Букрек              | ISBN 978-966-997-017-6 |

## 2020-ті

### 2021
| Назва | Упорядник       | Авторів | Сторінок | Рік видання | Видавництво                   | ISBN                                                                                 |
| --- | --------------- | ------- | -------- | ----------- | ----------------------------- | ------------------------------------------------------------------------------------ |
| Крім «Кобзаря». Антологія української літератури. 1792—1883                                                      | Назаренко М. Й. | 48      | 496+488  | 2021        | Київ: Laurus                  | ISBN 978-617-7313-62-4, ISBN 978-617-7313-60-0 (ч. 1), ISBN 978-617-7313-61-7 (ч. 2) |
| Література рідного краю. Чернігівщина                                                                            | Баран Г. В.     | 226     | 1320     | 2021        | Новоград-Волинський: НОВОград | ISBN 978-617-7628-63-6                                                               |
| Подільський краснослов                                                                                           | Стебелєв А. В.  | 66      | 1056     | 2021        | Житомир: Бук-Друк             | ISBN 978-966-97974-4-5                                                               |
| Право на сміх. Антологія сатири і гумору української діаспори. Книга друга. Гумористика «Мітли» і «Комара/Їжака» | Дзюба І. М.     |         | 360      | 2021        | Київ: Либідь                  | ISBN 978-966-06082-4-5                                                               |
| Наша Таня: зб. віршів                                                                                            | Цушко С. В.     |         | 63       | 2021        | Київ: АртЕк                   | ISBN 978-617-7814-88-6                                                               |

### 2022
| Назва                                                                       | Упорядник        | Авторів | Сторінок | Рік видання | Видавництво                   | ISBN                   |
| --------------------------------------------------------------------------- | ---------------- | ------- | -------- | ----------- | ----------------------------- | ---------------------- |
| Весна озброєна. Антологія воєнної лірики                                    | Сідоржевський М. |         | 304      | 2022        | Київ: Ліра-К                  | ISBN 978-617-520-304-0 |
| Війна 2022: щоденники, есеї, поезія                                         | Рафєєнко В.      |         | 440      | 2022        | Львів: ВСЛ                    | ISBN 978-966-448-066-3 |
| Воєнний стан: Антологія                                                     |                  |         | 440      | 2022        | Чернівці: Meridian Czernowitz | ISBN 978-617-8024-39-0 |
| ЙБН БЛД РСН                                                                 |                  |         | 192      | 2022        | Київ: Артек                   | ISBN 9786178043575     |
| Parole. Слова: Антологія поезії та перекладів українських авторів зарубіжжя | Шунь Марія       |         | 200      | 2022        | Львів: ЛА «Піраміда»          | ISBN 9789664417263     |
| Корчма “Чумацький шлях” – Антологія сучасної української фантастики         |                  |         | 270      | 2022        | ЛІТавиця                      | ISBN 978-617-7952-06-9 |
| Ода до України                                                              | Рубен Еммануель  | 14      | 248      | 2022        | Київ:#книголав                | ISBN 978-617-8012-74-8 |

### 2023
| Назва                                                                      | Упорядник                                         | Авторів | Сторінок | Рік видання | Видавництво                           | ISBN                   |
| -------------------------------------------------------------------------- | ------------------------------------------------- | ------- | -------- | ----------- | ------------------------------------- | ---------------------- |
| Таємна пригода… Антологія української еротичної прози порубіжжя ХІХ–ХХ ст. | Плясецький Євген                                  | 20      | 576      | 2023        | Київ: Yakaboo Publishing              | ISBN 978-617-8107-78-9 |
| Арабески. Антологія української малої прози І половини ХХ ст.              | Агеєва Віра Павлівна                              |         | 480      | 2023        | Київ: Yakaboo Publishing              | ISBN 978-617-8107-83-3 |
| Коли говорять гармати… Антологія української воєнної прози ХХ століття     | Агеєва Віра Павлівна                              |         | 408      | 2023        | Київ: Yakaboo Publishing              | ISBN 9786178107536     |
| Поміж сирен. Нові вірші війни                                              | Сливинський Остап Тарасович                       | 59      | 496      | 2023        | Харків: Vivat                         | ISBN 978-617-17-0057-4 |
| Країна свойого слова. Антологія україномовного письменства Підляшшя        | Гаврилюк Юрій Іванович                            | 77      | 512      | 2023        | Більськ: Підляський науковий інститут | ISBN 978-83-66197-00-8 |
| Книга Шалені авторки. Мала проза українських письменниць                   | Агеєва Віра Павлівна, Семків Ростислав Андрійович | 10      | 456      | 2023        | Київ: Віхола                          | ISBN 9786178257361     |
| Наша Перша світова (1914—1918). Антологія української художньої прози      | Гаврош Олександр Дюлович                          | 12      | 304      | 2023        | Харків: Фоліо                         | ISBN 978-617-551-438-2 |

### 2024
| Назва                                                                         | Упорядник                       | Авторів | Сторінок | Рік видання | Видавництво               | ISBN                   |
| ----------------------------------------------------------------------------- | ------------------------------- | ------- | -------- | ----------- | ------------------------- | ---------------------- |
| Це війна: Українські письменники і письменниці про те, як пережити катастрофу | Коцюба О., Федущак Н., Бентя Ю. | 13      | 208      | 2024        | Київ: Критика             | ISBN 978-966-2789-39-3 |
| Так ніхто не кохав. Антологія української поезії про кохання                  | Малкович Іван Антонович         |         | 320      | 2024        | Київ: А-ба-ба-га-ла-ма-га | ISBN 978-617-585-274-3 |
| Змієві вали. Антологія української фантастики ХІХ-ХХІ століть                 | Володимир Арєнєв                |         | 480      | 2024        | Харків: Vivat             | ISBN 978-617-17-0194-6 |
| Страшні казки для своїх. Антологія українського горору нової доби             | Кокотюха Андрій Анатолійович    |         | 512      | 2024        | Харків: Фоліо             | ISBN 978-617-551-606-5 |

### 2025
| Назва                                                   | Упорядник                                         | Авторів | Сторінок | Рік видання | Видавництво    | ISBN                   |
| ------------------------------------------------------- | ------------------------------------------------- | ------- | -------- | ----------- | -------------- | ---------------------- |
| Повернення. Антологія сучасної прози                    | Семків Ростислав Андрійович                       | 20      | 240      | 2025        | Київ: Віхола   | ISBN 978-617-8517-78-6 |
| Книга Шалені тексти. Мала проза українських письменниць | Агеєва Віра Павлівна, Семків Ростислав Андрійович | 14      | 352      | 2025        | Київ: Віхола   | ISBN 978-617-8606-18-3 |
| Щастя                                                   | Євдокимова А.                                     | 10      | 368      | 2025        | Київ: Книголав | ISBN 9786178566081     |

## Антології в мультимедійних форматах та в інтернеті
| Формат              | Назва                                               | Упорядник                                | Авторів | Рік видання | Посилання                                        |
| ------------------- | --------------------------------------------------- | ---------------------------------------- | ------- | ----------- | ------------------------------------------------ |
| Аудіокнига          | Письменники Дніпропетровщини — шкільним бібліотекам |                                          | 80      | 2012        | [Архівовано 12 жовтня 2013 у Wayback Machine.]   |
| Інтернет-публікація | Жіноче коло                                         |                                          | 26      | 2013        | [Архівовано 3 листопада 2014 у Wayback Machine.] |
| Інтернет-публікація | Воєнний стан                                        |                                          |         | 2022        |                                                  |
| Інтернет-публікація | Неназвана війна                                     | Миколайчук Олег Вікторович, Неда Неждана |         | 2022-2023   |                                                  |